# U.S. International Classic 2019
U.S. International Classic 2019 – trzecie zawody łyżwiarstwa figurowego z cyklu Challenger Series 2019/2020. Zawody rozgrywano od 19 do 22 września 2019 roku w hali Salt Lake City Sports Complex w Salt Lake City.
W konkurencji solistów zwyciężył Japończyk Keiji Tanaka, zaś w konkurencji solistek jego rodaczka Satoko Miyahara. W parach sportowych triumfowali Amerykanie Ashley Cain-Gribble i Timothy LeDuc, zaś w parach tanecznych ich rodacy Madison Chock i Evan Bates.

## Terminarz
| Data        | Godzina                     | Konkurencja   | Segment          |
| ----------- | --------------------------- | ------------- | ---------------- |
| 19 września | 18:30 UTC-07:00 / 02:30 CET | Pary sportowe | Program krótki   |
| 19 września | 20:20 UTC-07:00 / 04:20 CET | Soliści       | Program krótki   |
| 20 września | 14:30 UTC-07:00 / 22:30 CET | Pary taneczne | Taniec rytmiczny |
| 20 września | 16:15 UTC-07:00 / 00:15 CET | Solistki      | Program krótki   |
| 20 września | 18:35 UTC-07:00 / 02:35 CET | Pary sportowe | Program dowolny  |
| 20 września | 20:30 UTC-07:00 / 04:30 CET | Soliści       | Program dowolny  |
| 21 września | 16:25 UTC-07:00 / 00:25 CET | Pary taneczne | Taniec dowolny   |
| 21 września | 18:15 UTC-07:00 / 02:15 CET | Solistki      | Program dowolny  |

## Rekordy świata
| Rekordy świata (GOE±5) na moment rozpoczęcia zawodów (stan na 19 września 2019): | Rekordy świata (GOE±5) na moment rozpoczęcia zawodów (stan na 19 września 2019): | Rekordy świata (GOE±5) na moment rozpoczęcia zawodów (stan na 19 września 2019): | Rekordy świata (GOE±5) na moment rozpoczęcia zawodów (stan na 19 września 2019): | Rekordy świata (GOE±5) na moment rozpoczęcia zawodów (stan na 19 września 2019): | Rekordy świata (GOE±5) na moment rozpoczęcia zawodów (stan na 19 września 2019): |
| Konkurencja                                                                      | Segment                                                                          | Zawodnicy                                                                        | Punkty                                                                           | Zawody                                                                           | Data                                                                             |
| -------------------------------------------------------------------------------- | -------------------------------------------------------------------------------- | -------------------------------------------------------------------------------- | -------------------------------------------------------------------------------- | -------------------------------------------------------------------------------- | -------------------------------------------------------------------------------- |
| Soliści                                                                          | Nota łączna                                                                      | Nathan Chen                                                                      | 323,42                                                                           | Mistrzostwa świata 2019                                                          | 23 marca 2019                                                                    |
| Soliści                                                                          | Program dowolny                                                                  | Nathan Chen                                                                      | 216,02                                                                           | Mistrzostwa świata 2019                                                          | 23 marca 2019                                                                    |
| Soliści                                                                          | Program krótki                                                                   | Yuzuru Hanyū                                                                     | 110,53                                                                           | Rostelecom Cup 2018                                                              | 16 listopada 2018                                                                |
| Solistki                                                                         | Nota łączna                                                                      | Alina Zagitowa                                                                   | 238,43                                                                           | Nebelhorn Trophy 2018                                                            | 28 września 2018                                                                 |
| Solistki                                                                         | Program dowolny                                                                  | Alina Zagitowa                                                                   | 158,50                                                                           | Nebelhorn Trophy 2018                                                            | 28 września 2018                                                                 |
| Solistki                                                                         | Program krótki                                                                   | Rika Kihira                                                                      | 83,97                                                                            | World Team Trophy 2019                                                           | 11 kwietnia 2019                                                                 |
| Pary sportowe                                                                    | Nota łączna                                                                      | Sui Wenjing / Han Cong                                                           | 234,84                                                                           | Mistrzostwa świata 2019                                                          | 21 marca 2019                                                                    |
| Pary sportowe                                                                    | Program dowolny                                                                  | Sui Wenjing / Han Cong                                                           | 155,60                                                                           | Mistrzostwa świata 2019                                                          | 21 marca 2019                                                                    |
| Pary sportowe                                                                    | Program krótki                                                                   | Jewgienija Tarasowa / Władimir Morozow                                           | 81,21                                                                            | Mistrzostwa świata 2019                                                          | 20 marca 2019                                                                    |
| Pary taneczne                                                                    | Nota łączna                                                                      | Gabriella Papadakis / Guillaume Cizeron                                          | 223,13                                                                           | World Team Trophy 2019                                                           | 12 kwietnia 2019                                                                 |
| Pary taneczne                                                                    | Taniec dowolny                                                                   | Gabriella Papadakis / Guillaume Cizeron                                          | 135,82                                                                           | World Team Trophy 2019                                                           | 12 kwietnia 2019                                                                 |
| Pary taneczne                                                                    | Taniec rytmiczny                                                                 | Gabriella Papadakis / Guillaume Cizeron                                          | 88,42                                                                            | Mistrzostwa świata 2019                                                          | 22 marca 2019                                                                    |

## Wyniki

### Soliści
| Poz. | Zawodnik          | Nota łączna | SP | SP    | FS | FS     |
| ---- | ----------------- | ----------- | -- | ----- | -- | ------ |
| 1    | Keiji Tanaka      | 249,96      | 2  | 88,76 | 1  | 161,20 |
| 2    | Sōta Yamamoto     | 240,11      | 3  | 82,88 | 2  | 157,23 |
| 3    | Vincent Zhou      | 231,95      | 1  | 89,03 | 4  | 142,92 |
| 4    | Alexei Krasnozhon | 230,11      | 5  | 76,92 | 3  | 153,19 |
| 5    | Tomoki Hiwatashi  | 214,82      | 4  | 76,96 | 5  | 137,86 |
| 6    | Jimmy Ma          | 200,30      | 6  | 67,34 | 6  | 132,96 |
| 7    | Micah Kai Lynette | 177,83      | 7  | 63,89 | 7  | 113,94 |
| 8    | Micah Tang        | 130,42      | 8  | 46,42 | 8  | 84,00  |
| 9    | Yamato Rowe       | 117,23      | 9  | 42,86 | 9  | 74,37  |

### Solistki
| Poz. | Zawodniczka             | Nota łączna | SP | SP    | FS | FS     |
| ---- | ----------------------- | ----------- | -- | ----- | -- | ------ |
| 1    | Satoko Miyahara         | 204,30      | 1  | 74,16 | 2  | 130,14 |
| 2    | You Young               | 199,29      | 4  | 58,04 | 1  | 141,25 |
| 3    | Amber Glenn             | 186,28      | 2  | 66,09 | 3  | 120,19 |
| 4    | Ting Cui                | 177,47      | 3  | 63,10 | 4  | 114,37 |
| 5    | Andrea Montesinos Cantú | 140,59      | 8  | 49,54 | 5  | 91,05  |
| 6    | Hannah Dawson           | 138,50      | 5  | 52,77 | 7  | 85,73  |
| 7    | Alicia Pineault         | 138,29      | 7  | 49,58 | 6  | 88,71  |
| 8    | Taylor Morris           | 133,95      | 6  | 49,87 | 8  | 84,08  |
| 9    | Jenny Shyu              | 123,81      | 9  | 43,13 | 9  | 80,68  |
| 10   | Hiu Ching Kwong         | 117,20      | 10 | 41,71 | 10 | 75,49  |
| 11   | Eliška Březinová        | 114,84      | 11 | 39,36 | 11 | 75,48  |
| 12   | Maral-Erdene Gansukh    | 68,33       | 12 | 22,37 | 12 | 45,96  |

### Pary sportowe
| Poz. | Zawodnicy                              | Nota łączna | SP | SP    | FS | FS     |
| ---- | -------------------------------------- | ----------- | -- | ----- | -- | ------ |
| 1    | Ashley Cain-Gribble / Timothy LeDuc    | 205,58      | 1  | 76,23 | 1  | 129,35 |
| 2    | Jewgienija Tarasowa / Władimir Morozow | 194,69      | 2  | 74,85 | 2  | 119,84 |
| 3    | Peng Cheng / Jin Yang                  | 184,04      | 3  | 67,90 | 3  | 116,14 |
| 4    | Tarah Kayne / Danny O’Shea             | 174,02      | 4  | 64,90 | 4  | 109,12 |
| 5    | Audrey Lu / Misha Mitrofanov           | 168,50      | 5  | 63,87 | 5  | 104,63 |
| 6    | Jessica Calalang / Brian Johnson       | 166,50      | 7  | 62,11 | 6  | 104,39 |
| 7    | Camille Ruest / Andrew Wolfe           | 160,54      | 6  | 62,75 | 7  | 97,79  |
| 8    | Lori-Ann Matte / Thierry Ferland       | 152,05      | 8  | 60,02 | 9  | 92,03  |
| 9    | Nadine Wang / Francis Boudreau-Audet   | 151,95      | 9  | 56,32 | 8  | 95,63  |

### Pary taneczne
| Poz. | Zawodnicy                                | Nota łączna | RD | RD    | FD | FD     |
| ---- | ---------------------------------------- | ----------- | -- | ----- | -- | ------ |
| 1    | Madison Chock / Evan Bates               | 202,40      | 1  | 80,18 | 1  | 122,22 |
| 2    | Christina Carreira / Anthony Ponomarenko | 188,47      | 2  | 77,18 | 2  | 111,29 |
| 3    | Carolane Soucisse / Shane Firus          | 181,39      | 3  | 71,33 | 3  | 110,06 |
| 4    | Molly Lanaghan / Dmitre Razgulajevs      | 154,13      | 4  | 58,26 | 4  | 95,87  |
| 5    | Julia Wagret / Pierre Souquet            | 148,90      | 5  | 56,26 | 5  | 92,64  |
| 6    | Justyna Plutowska / Jérémie Flemin       | 139,84      | 7  | 52,18 | 6  | 87,66  |
| 7    | Emily Monaghan / Ilias Fourati           | 136,04      | 6  | 52,95 | 7  | 83,09  |
| 8    | Maxine Weatherby / Temirlan Yerzhanov    | 125,25      | 9  | 46,93 | 8  | 78,32  |
| 9    | Nicole Kelly / Berk Akalin               | 118,35      | 8  | 47,73 | 9  | 70,62  |